# Девід Біссетт
Девід Біссетт (англ. David Bissett, 26 вересня 1979) — канадський бобслеїст, призер Олімпійських ігор.
Біссетт виступає на змаганнях міжнародного рівня з 2005. До бобслею він грав у канадський футбол за Університет Альберти. Він виступав на двох Олімпіадах, і виборов бронзову медаль в складі канадської четвірки на Іграх у Ванкувері. Він також отримав срібну медаль чемпіонату світу 2007 року, що проходив у Санкт-Моріці.